# Cratere Makola
Makola  è un cratere sulla superficie di Venere.